# Parapenaeus americanus
Parapenaeus americanus är en kräftdjursart som beskrevs av M. J. Rathbun 1901. Parapenaeus americanus ingår i släktet Parapenaeus och familjen Penaeidae. Inga underarter finns listade i Catalogue of Life.